# 476
476 (CDLXXVI) je bilo prestopno leto, ki se je po julijanskem koledarju začelo na četrtek.

## Dogodki
- 4. september - herulski poglavar Odoaker odstavi Romula Avgust, zadnjega zahodnorimskega cesarja, in prevzame naziv »Kralj Italije«

## Rojstva
- Āryabhata I. Starejši, indijski matematik, astronom († 550)